# Umberto Caligaris
Umberto Caligaris, född 26 juni 1901 i Casale Monferrato, död 19 oktober 1940 i Turin, var en italiensk fotbollsspelare och tränare. Han var med i det italienska landslag som vann landets första VM-guld 1934.
Efter att Caligaris vunnit brons i OS 1928 så lämnade han sin moderklubb Casale för spel i Juventus. Med Caligaris i laget vann Juventus fem raka ligatitlar 1930-1935.
Hans 59 landskamper för Italien stod sig som rekord ända tills han blev passerad av Giacinto Facchetti 1971.